# 泽国镇
泽国镇位于温岭市北大门，104国道和S324省道横穿境内，是温岭市较发达乡镇之一。

## 基本信息
- 全镇面积63.12平方公里，有牧屿、联树、东片、中片、西片五个镇属管理区及97个村居。
- 人口情况：12万常住人口，15万外来人口。

## 现任领导
- 党委书记：赵敏
- 党委副书记、镇长：王晓宇

## 铁路车站
- 台州市域铁路S1线：泽国站